# Ireen Wüst
Ireen Wüst (Goirle, 1986. április 1. –) holland olimpiai, világ- és Európa-bajnok gyorskorcsolyázó. Ő az első sportoló, aki egyéni számban öt különböző olimpián is győzni tudott.

## Élete
Ireen Wüst viszonylag későn, tizenegy évesen ismerkedett meg a gyorskorcsolya sportággal. Ezt megelőzően jégkorongozott és teniszezett. Édesapja és nagybátyja is lelkes gyorskorcsolyázó volt már akkoriban, akik 1996–1997 telén részt vettek a 200 km-es hagyományos frízföldi Elfstedentocht korcsolyaversenyen.
2009-ben Tilburgban jégpályát neveztek el róla.

## Pályafutása
Wüst 15 évesen a holland junior bajnokságon két számban is az első öt között végzett. Egy évvel később pedig két ezüstérmet is szerzett. 2005-ben beválogatták a holland junior válogatottba, és az összetett versenyszámban aranyérmes lett. Ugyanebben az évben 1000, 1500 és 3000 méteren holland bajnok lett, amivel kvalifikálta magát a 2006-os torinói olimpiára.
19 évesen a 2006-os torinói olimpián a 3000 méteres számban szerzett aranyérmével ő lett a legfiatalabb holland olimpiai bajnok. Aranyérme mellett 1000 méteres távon negyedik helyezett lett, az 1500 méteres távon szerzett bronzérmével pedig két éremmel térhetett haza élete első olimpiájáról. Az év végén megválasztották az év holland sportolónőjének.
A 2007-es Európa-bajnokságon az összetett versenyszámot három táv után még vezette, de végül egyik legnagyobb vetélytársa, Martina Sáblíková mögött ezüstérmes lett. A hollandiai Heerenveenben rendezett összetett világbajnokságon még ugyanebben az évben megszerezte első világbajnoki címét. Megnyerte a 2006–2007-es világkupa-sorozatot is. A távonkénti világbajnokságon Salt Lake Cityben az 1000 méteres távot országos csúccsal nyerte és 1500 méteren is aranyérmes lett.
A 2008-as Európa-bajnokságon megszerezte első kontinensbajnoki címét is csapatversenyben. Ebben a szezonban még egy aranyérmet tudott szerezni, a Naganoban rendezett világbajnokságon szintén az üldözéses csapatversenyben lett első.
A 2010-es Vancouverben rendezett olimpia előtt világkupa futamokat leszámítva jelentős világversenyen egyéni számban utoljára 2007-ben tudott nyerni. Így az 1500-as számban nyert aranyérme szinte meglepetésszámba ment, ezzel második olimpiáján is tudott bajnoki címet szerezni. Ezen kívül az 1000 méteres távon nyolcadik, 3000 méteren hetedik helyezett lett.
A következő olimpiai ciklus lényegesebben eredményesebben sikerült Wüstnek, két csapat és nyolc egyéni számban nyert aranyérmet Európa- és világbajnokságokon. A 2014-es Szocsiban rendezett olimpián öt számban is rajthoz állt, az eddigi számai mellett ezúttal az 5000 méteres távon is kipróbálta magát, és mind az öt számban érmet nyert. A 3000 méteren és a csapatversenyen szerzett aranyérme mellé 1000, 1500 és 5000 méteren ezüstérmet szerzett.
2014-ben a Reuters az év női sportolójának választotta.
2018-ban a Phjongcshangban rendezett olimpián az 1500 méteres távon szerzett aranyérmével ő lett az első téli olimpikon aki négy egymást követő olimpián is győzni tudott egyéni versenyszámban. 3000 méteren és a csapatversenyben újabb ezüstérmet szerzett, így az olimpia végére ő lett az első holland ötszörös olimpiai bajnok, illetve 11 érmével a legtöbb olimpiai érmet szerző holland olimpikon.
Élete ötödik olimpiáján 2022-ben Pekingben 1500 méteres számban olimpiai csúccsal újabb aranyérmet nyert, ő az első sportoló, aki egyéni számban öt különböző olimpián is győzni tudott. 1000 méteren hatodik helyen ért célba, csapatversenyben pedig bronzérmet szerzett. Összesen 13 olimpiai érmével ő lett minden idők harmadik legsikeresebb téli olimpikonja.

## Egyéni legjobbjai
| Táv    | Eredmény | Helyszín                                  | Időpont    |
| ------ | -------- | ----------------------------------------- | ---------- |
| 500 m  | 38,44    | Heerenveen, Hollandia                     | 2007.02.09 |
| 1000 m | 1:12,64  | Salt Lake City, Amerikai Egyesült Államok | 2020.02.15 |
| 1500 m | 1:50,70  | Salt Lake City, Amerikai Egyesült Államok | 2019.03.10 |
| 3000 m | 3:58,01  | Calgary, Kanada                           | 2011.02.13 |
| 5000 m | 6:54,28  | Szocsi, Oroszország                       | 2014.02.19 |